# António Baldaque da Silva

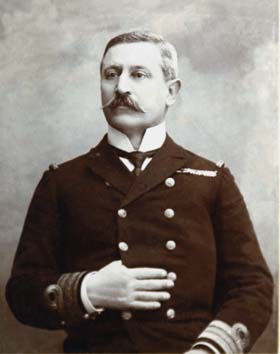
Foto oficial do Comandante Baldaque da Silva

António Artur Baldaque da Silva (Lisboa, 28 de Dezembro de 1852 - 21 de Agosto de 1915), foi um militar e um estudioso da oceanografia, hidrografia, biologia e pescas português.

## Biografia
A infância de António Baldaque da Silva foi dividida entre Lisboa e a Figueira da Foz, até 1864, ano em que ingressou no  ingressou no Colégio Militar. A 17 de Outubro de 1870 inicia a sua carreia na Marinha (onde ocupou várias funções e cargos, alcançando o posto de Capitão-de-mar-e-guerra), como Aspirante Extraordinário. Segui-se o Curso Preparatório de Marinha na Escola Politécnica e posteriormente o Curso de Marinha Militar, na Escola Naval. Promovido a Guarda-Marinha, embarca em diversos navios, cujas em missões o levam a percorrer as águas do Continente, África, Extremo-Oriente e América do Sul.
Depois de uma passagem pela Direção-geral dos Trabalhos Hidrográficos, como coadjuvante dos trabalhos geodésicos nacionais, conclui, em 1881, o Curso de Engenheiro Hidrógrafo na Escola Politécnica.
No âmbito específico da Hidrografia, foi encarregue de proceder à organização do Roteiro das Costas e Portos do Continente do Reino, trabalho de que resulta a publicação, em 1889, do Tomo I do "Roteiro Marítimo da Costa Occidental e Meridional de Portugal", referente à costa do Algarve.
Nomeado vogal da Comissão das Pescarias, escreveu aquela que é a sua obra mais conhecida, o "Estado Actual das Pescas em Portugal" (1891), que o credita como uma autoridade nacional na matéria.
No mesmo ano, já como Capitão-Tenente, faz parte da Comissão das Obras do Porto de Lisboa para modificar o projeto primitivo, de modo a torná-lo melhor e mais económico.
Em Novembro de 1892 é nomeado para a recém-criada Comissão Central de Piscicultura, onde concebe a primeira estação aquícola em Portugal: a estação aquícola do Ave (que será construída em 1898).
Reformado, por motivos de saúde, no posto de Capitão-de-Mar-e-Guerra, em 1911, dedicou-se à atividade política, tendo sido eleito senador do Congresso pelo distrito de Coimbra em 1914.
Na sequência da degradação do seu estado de saúde, viria a falecer, em Lisboa, a 21 de Agosto de 1915.
Encontra-se colaboração da sua autoria na revista A Arte Portuguesa  (1895).

## Homenagens
Em sua homenagem foi atribuído o seu nome:
- a um navio da Armada, o NRP Baldaque da Silva (1949);
- a um curso da Escola Naval (1988);[2]
- à rua "António Baldaque da Silva" em Benfica (2005).[3]

## Livros publicados
- Sondas e Marés, em 1882
- Porto de abrigo na costa do Algarve, em 1885
- 1.º tomo do "Roteiro marítimo da costa ocidental e meridional de Portugal, em 1887
- Uma objecção técnica às obras do porto de Lisboa, em 1888
- O descobrimento do Brasil por Pedro Alvares Cabral, em 1892 (eBook)
- Estado actual das pescas em Portugal e "Noticia sobre a nau S. Gabriel em que Vasco da Gama foi pela primeira vez á Índia", em 1892
- Estudo histórico-hidrográfico sobre a barra e o porto de Lisboa, em 1895.